# Kulithalai
Kulithalai là một thành phố và khu đô thị của quận Kapur thuộc bang Tamil Nadu, Ấn Độ.

## Nhân khẩu
Theo điều tra dân số năm 2001 của Ấn Độ, Kulithalai có dân số 26.152 người. Phái nam chiếm 50% tổng số dân và phái nữ chiếm 50%. Kulithalai có tỷ lệ 78% biết đọc biết viết, cao hơn tỷ lệ trung bình toàn quốc là 59,5%: tỷ lệ cho phái nam là 84%, và tỷ lệ cho phái nữ là 73%. Tại Kulithalai, 10% dân số nhỏ hơn 6 tuổi.